# Pascal (namn)
Pascal eller Pasquale är ett franskspråkigt namn.
Namnen Paschal, Pasqual, Pasquale, Pascali, Pascha, Pascual, Pace, Pascoe och Pasco är alla varianter på namnet Pascal. Namnet är hebreiskt och kommer ifrån grekiskans paschalis eller pashalis. Namnet betyder egentligen "Född till Pesach". Pesach är en judisk högtid. Namnet är vanligt i länder som Frankrike, Tyskland, Österrike, Schweiz och Liechtenstein.
Pascal är vanligast som förnamn men förekommer också ofta som efternamn.
Den 17 maj har Pascal namnsdag i Tyskland. Den feminina formen av namnet är Pascale, Pascalle eller Pascalina. Pascal är vanligast som förnamn

## Personer med namnet Pascal
Pascal är förekommande som både för och efternamn.
- Förnamn
  - Paschalis I, påve (817 - 824)
  - Paschalis II, påve (1099 - 1118)
  - Pascal Bruckner, fransk författare
  - Pascal Engman, svensk författare och journalist
  - Pascal Couchepin, schweizisk politiker och president 2008
  - Pascal Covici, rumänsk, amerikansk bokpublicent
  - Jean-Pascal Delamuraz, schweizisk politiker
  - Pascal Hens, tysk handbollsspelare
  - Pascal Lorot, fransk politiker
  - Pascal Wollach, kanadensisk simmare
  - Pascal Trepanier, kanadensisk ishockeyspelare
  - Pascal Zuberbühler, schweizisk fotbollsspelare
- Efternamn
  - Adam Pascal, skådespelare och sångare
  - Blaise Pascal, fransk matematiker och filosof
  - Francine Pascal, fransk författare
  - Françoise Pascal, skådespelerska
  - Jacqueline Pascal, Blaise Pascals syster
- Gruppnamn
  - Pascal, en svensk musikgrupp